# Prosekia albamaculata
Prosekia albamaculata là một loài chân đều trong họ Philosciidae. Loài này được Lima miêu tả khoa học năm 1996.